# Oberlandesgericht Wien

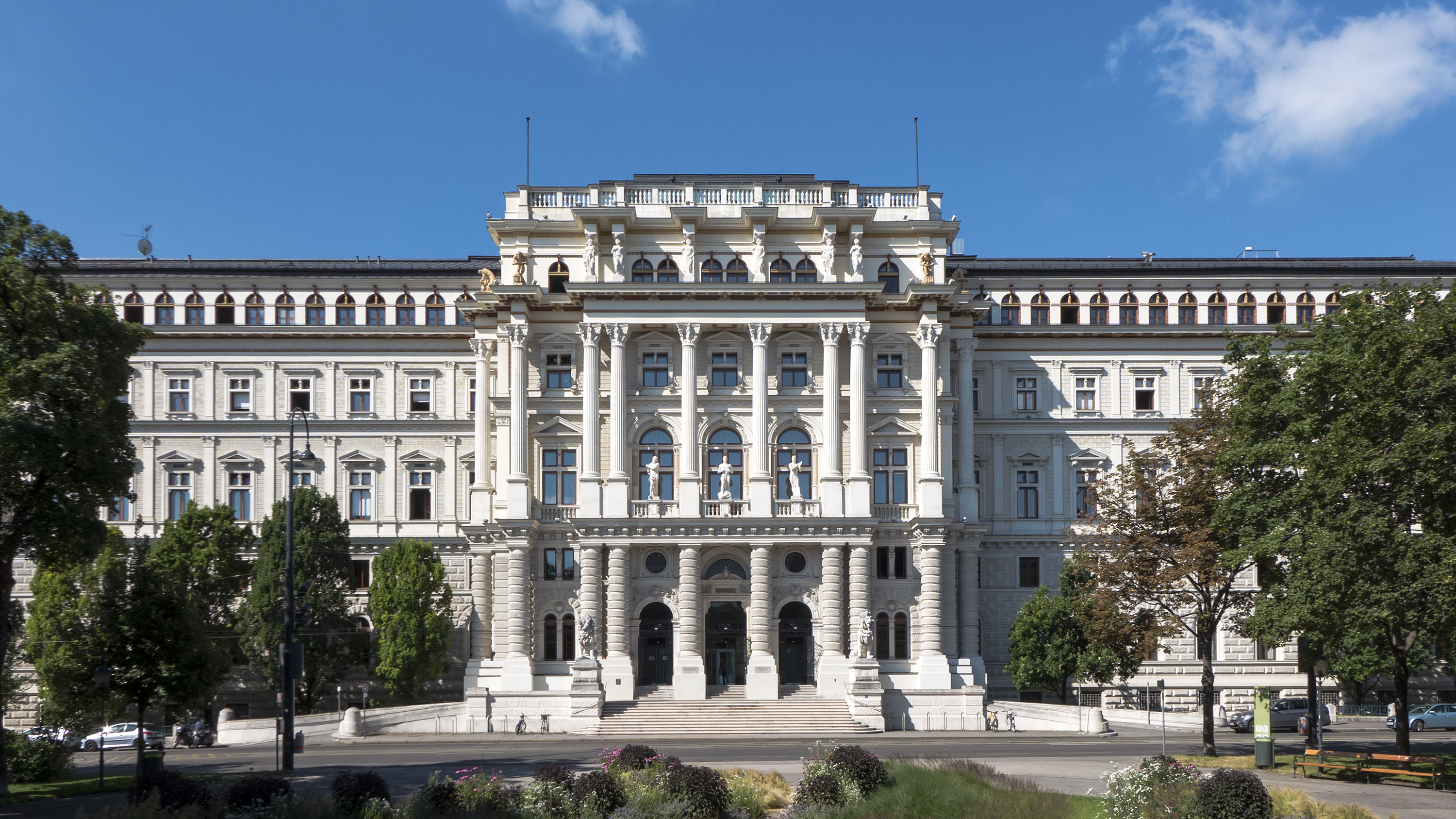
Der Justizpalast, Sitz des Oberlandesgerichts

Das Oberlandesgericht Wien ist ein Gericht der ordentlichen Gerichtsbarkeit in der Republik Österreich.

## Zuständigkeit
Das Oberlandesgericht Wien ist örtlich zuständig für Rechtsmittel gegen Entscheidungen der Landesgerichte in den Bundesländern Burgenland, Niederösterreich und Wien. Zusätzlich ist es Kartellgericht für ganz Österreich und Rechtsmittelinstanz gegen Entscheidungen des Österreichischen Patentamtes sowie gegen bestimmte Beschlüsse und Bescheide in Strafvollzugssachen (§ 16a Strafvollzugsgesetz). Der Präsident des Oberlandesgerichts ist zugleich Leiter der Justizverwaltung aller im Oberlandesgerichts-Bezirk gelegenen Gerichte.

## Leitung
Seit November 2021 ist Katharina Lehmayer als Nachfolgerin von Gerhard Jelinek Präsidentin des Oberlandesgerichtes Wien. Ihr stehen als Vizepräsident Kurt Seeliger und Vizepräsidentin Jutta Presslauer sowie die Vorsteherin der Geschäftsstelle Martina Smutny zur Seite.